# Meineweh
Meineweh è un comune di 1 001 abitanti della Sassonia-Anhalt, in Germania.

Appartiene al circondario del Burgenland ed è parte della Verbandsgemeinde Wethautal.

## Geografia antropica

### Frazioni
Il comune di Meineweh comprende 9 frazioni (Ortsteil):
- Meineweh
- Oberkaka
- Pretzsch
- Quesnitz
- Schleinitz
- Thierbach
- Unterkaka
- Zellschen